# Bréauté
Bréauté est une commune française située dans le département de la Seine-Maritime en région Normandie.

## Géographie

### Localisation
La commune est située dans le pays de Caux.

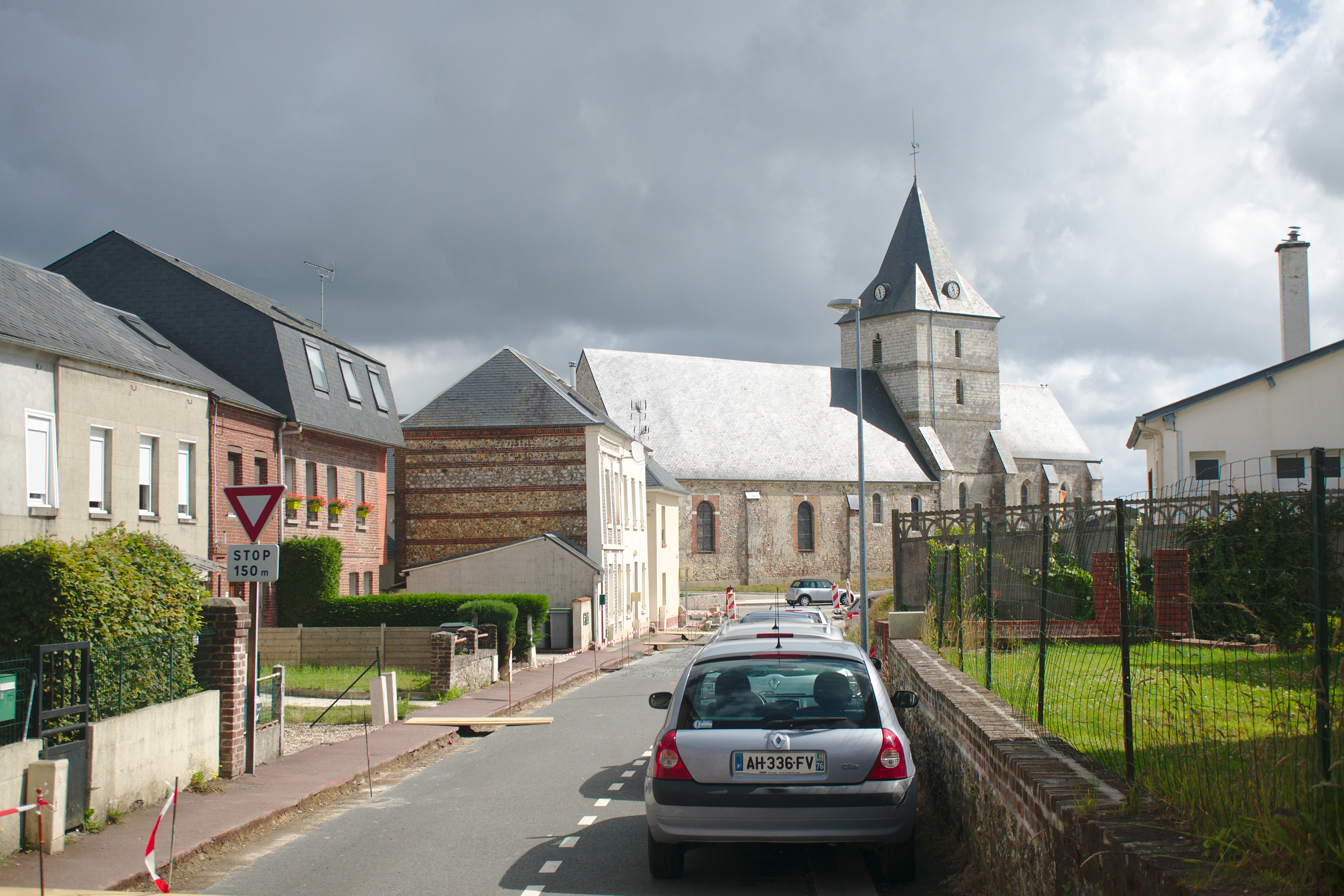
Rue et église à Bréauté.

### Communes limitrophes
| Goderville                     | Grainville-Ymauville  | Gonfreville-Caillot    |
| Bornambusc                     | Bréauté               | Vattetot-sous-Beaumont |
| Manneville-la-Goupil Houquetot | Beuzeville-la-Grenier | Mirville               |

### Hydrographie
La commune est située dans le bassin Seine-Normandie. Elle n'est drainée par aucun cours d'eau,.

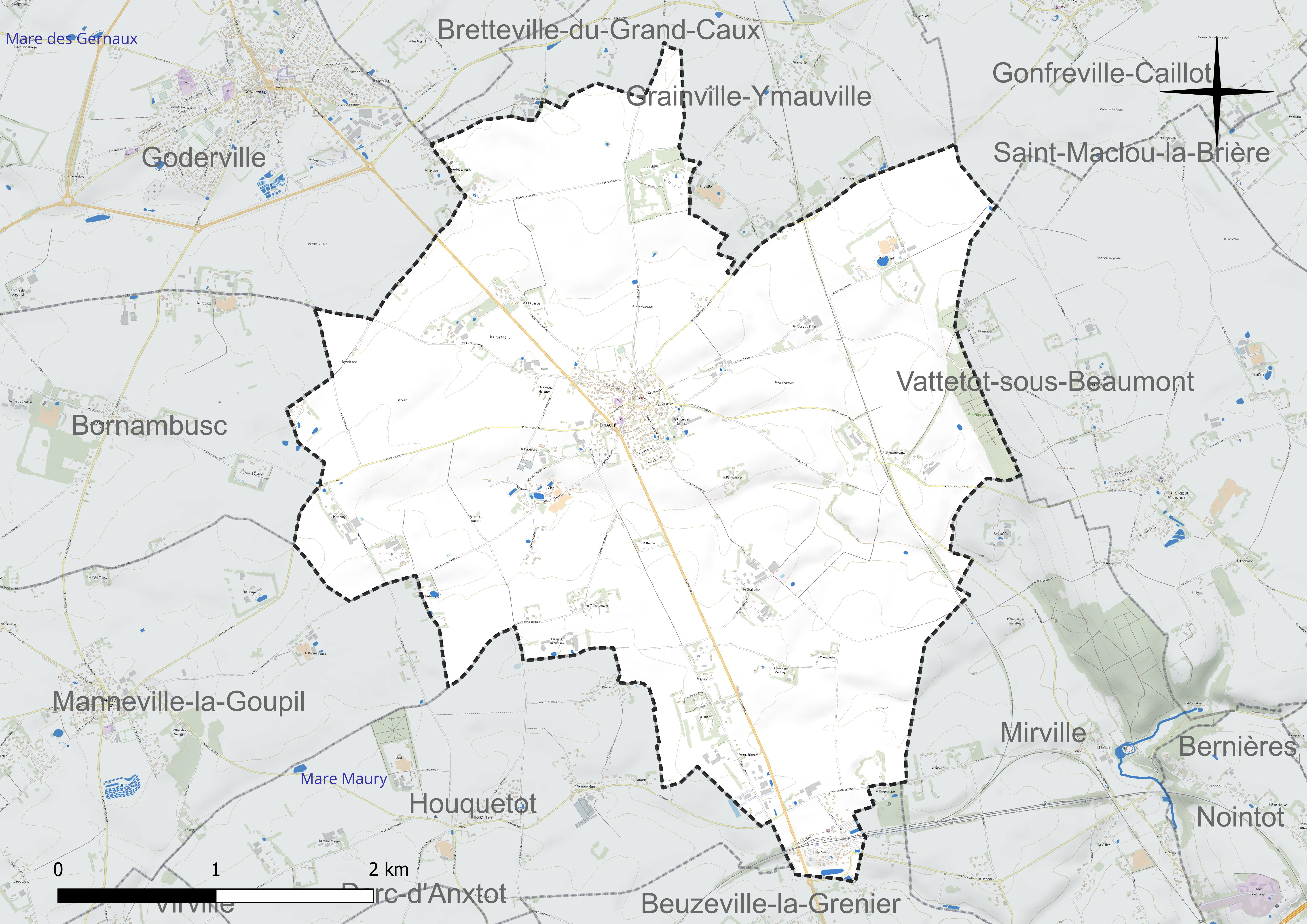
Réseau hydrographique de Bréauté.

### Climat
Pour des articles plus généraux, voir Climat de la Normandie et Climat de la Seine-Maritime.
En 2010, le climat de la commune est de type climat océanique franc, selon une étude du CNRS s'appuyant sur une série de données couvrant la période 1971-2000. En 2020, Météo-France publie une typologie des climats de la France métropolitaine dans laquelle la commune est exposée à un climat océanique et est dans la région climatique Côtes de la Manche orientale, caractérisée par un faible ensoleillement (1 550 h/an) ; forte humidité de l’air (plus de 20 h/jour avec humidité relative > 80 % en hiver), vents forts fréquents. Parallèlement le GIEC normand, un groupe régional d’experts sur le climat, différencie quant à lui, dans une étude de 2020, trois grands types de climats pour la région Normandie, nuancés à une échelle plus fine par les facteurs géographiques locaux. La commune est, selon ce zonage, exposée à un « climat maritime », correspondant au Pays de Caux, frais, humide et pluvieux, légèrement plus frais que dans le Cotentin.
Pour la période 1971-2000, la température annuelle moyenne est de 10,3 °C, avec une amplitude thermique annuelle de 13,2 °C. Le cumul annuel moyen de précipitations est de 964 mm, avec 13,2 jours de précipitations en janvier et 8,7 jours en juillet. Pour la période 1991-2020, la température moyenne annuelle observée sur la station météorologique la plus proche, située sur la commune de Octeville-sur-Mer à 22 km à vol d'oiseau, est de 11,5 °C et le cumul annuel moyen de précipitations est de 790,7 mm,. Pour l'avenir, les paramètres climatiques de la commune estimés pour 2050 selon différents scénarios d’émission de gaz à effet de serre sont consultables sur un site dédié publié par Météo-France en novembre 2022.

## Urbanisme

### Typologie
Au 1er janvier 2024, Bréauté est catégorisée bourg rural, selon la nouvelle grille communale de densité à sept niveaux définie par l'Insee en 2022.
Elle est située hors unité urbaine. Par ailleurs la commune fait partie de l'aire d'attraction du Havre, dont elle est une commune de la couronne,. Cette aire, qui regroupe 116 communes, est catégorisée dans les aires de 200 000 à moins de 700 000 habitants,.

### Occupation des sols
L'occupation des sols de la commune, telle qu'elle ressort de la base de données européenne d’occupation biophysique des sols Corine Land Cover (CLC), est marquée par l'importance des territoires agricoles (95,5 % en 2018), une proportion sensiblement équivalente à celle de 1990 (96 %). La répartition détaillée en 2018 est la suivante : 
terres arables (71 %), prairies (19,4 %), zones agricoles hétérogènes (5,2 %), zones urbanisées (3 %), espaces verts artificialisés, non agricoles (1,5 %). L'évolution de l’occupation des sols de la commune et de ses infrastructures peut être observée sur les différentes représentations cartographiques du territoire : la carte de Cassini (XVIIIe siècle), la carte d'état-major (1820-1866) et les cartes ou photos aériennes de l'IGN pour la période actuelle (1950 à aujourd'hui).

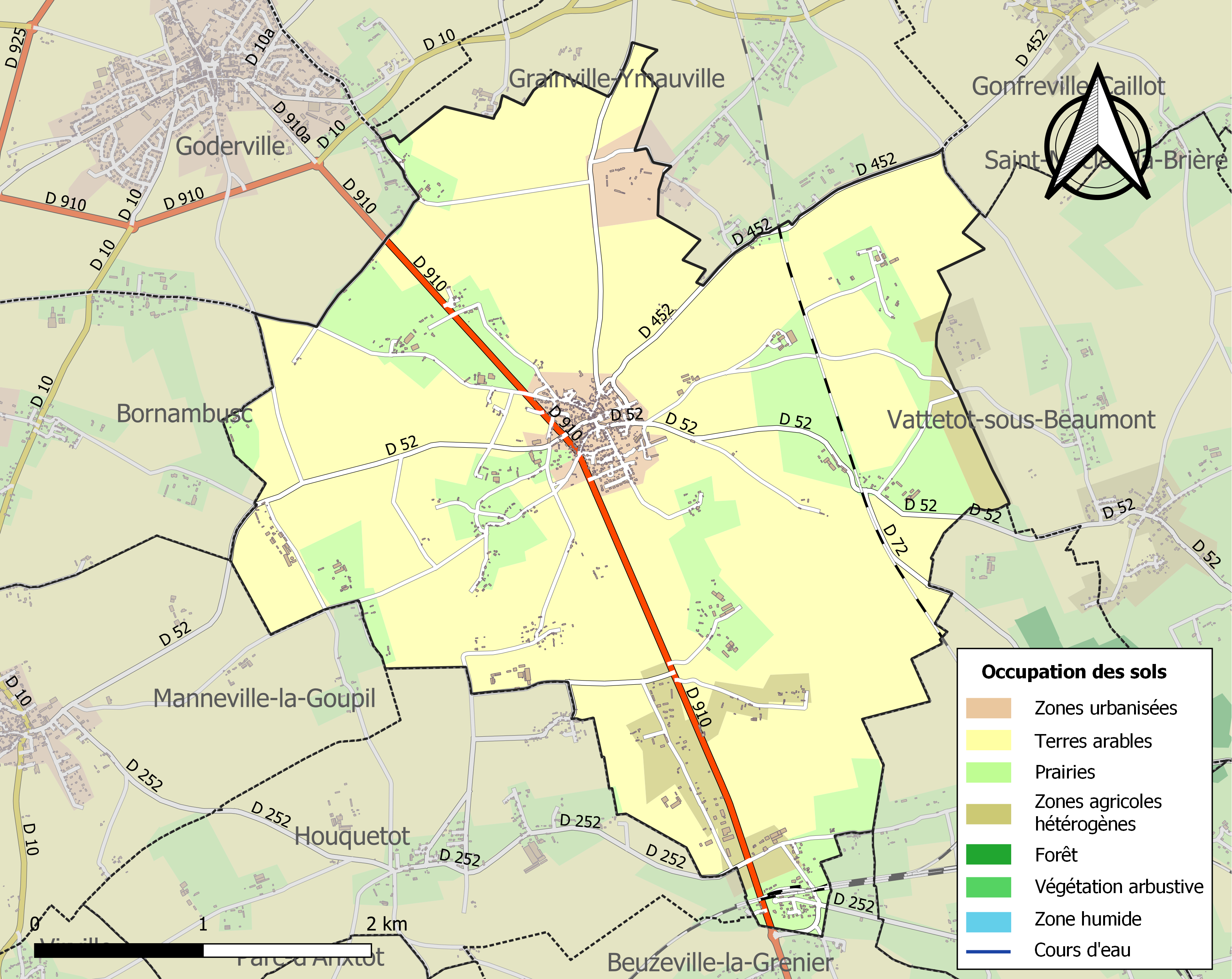
Carte des infrastructures et de l'occupation des sols de la commune en 2018 (CLC).

## Toponymie
Le nom de la localité est attesté sous les formes Apud Brealtel en 1152 ; de Brealte en 1159 ; Brealtari entre 1180 et 1182,,, sancti Georgii de Brevi altari en 1441 et 1442 (Arch. S.-M. G 9439) ; Brealtare en 1184 ; Breauté en 1197 ; de Breiatel (Arch. S.-M. 54 H), de Breialt (Arch. S.-M. 55 H cart. f. 56) et
de Brealte fin du XIIe siècle ; Apud Breaute en  1210 (Arch. S.-M. 18 H) ; de Briautel et de Breautel vers 1210, Breaute vers 1240, de Brealtel en 1218 (Arch. S.-M. 9 H) ; Ecc. de Brevi altari 1274 ; In parr. Sancti Georgii de Breaute en 1276 ; Breaute en 1319 (Arch. S.-M. G 3267) ; Breautel en 1414 (Arch. S.-M. 26 H) ; sancti Georgii de Brevi altari en 1441 et 1442 (Arch. S.-M. G 9439) ; Breaulte en 1525 et 1526 (Arch. S.-M. G 110) ; Saint-Georges de Breaute en 1639 (Arch. S.-M. G 1623, 737) ; Breaute en 1715 (Frémont) ; Bréauté en 1953.
Au cours de la Révolution française, la commune porta provisoirement le nom de Le Bourg-Libre.

## Histoire
En 1825, la commune absorbe celle voisine, Le Hertelay.

## Politique et administration
| Période                                  | Période                    | Identité         | Étiquette | Qualité         |
| ---------------------------------------- | -------------------------- | ---------------- | --------- | --------------- |
| Les données manquantes sont à compléter. |                            |                  |           |                 |
| avant 1995                               | ?                          | Jean Foubert     | DVD       |                 |
| mars 2001                                | 2008                       | Hubert Gervais   |           |                 |
| mars 2008                                | 2014                       | Jacques Demare   |           |                 |
| mars 2014                                | mai 2020                   | Philippe Périer  | DVD       | Retraité        |
| mai 2020                                 | En cours (au 10 août 2020) | Jean-Claude Malo |           | Paysan retraité |

## Démographie
L'évolution du nombre d'habitants est connue à travers les recensements de la population effectués dans la commune depuis 1793. Pour les communes de moins de 10 000 habitants, une enquête de recensement portant sur toute la population est réalisée tous les cinq ans, les populations de référence des années intermédiaires étant quant à elles estimées par interpolation ou extrapolation. Pour la commune, le premier recensement exhaustif entrant dans le cadre du nouveau dispositif a été réalisé en 2004.

En 2022, la commune comptait 1 363 habitants, en évolution de +2,4 % par rapport à 2016 (Seine-Maritime : +0,35 %, France hors Mayotte : +2,11 %).
| 1793  | 1800  | 1806 | 1821 | 1831  | 1836  | 1841  | 1846  | 1851  |
| ----- | ----- | ---- | ---- | ----- | ----- | ----- | ----- | ----- |
| 1 049 | 1 050 | 978  | 980  | 1 303 | 1 301 | 1 283 | 1 276 | 1 265 |

| 1856  | 1861  | 1866  | 1872  | 1876  | 1881  | 1886  | 1891  | 1896  |
| ----- | ----- | ----- | ----- | ----- | ----- | ----- | ----- | ----- |
| 1 267 | 1 256 | 1 320 | 1 300 | 1 269 | 1 204 | 1 193 | 1 157 | 1 115 |

| 1901  | 1906  | 1911  | 1921  | 1926  | 1931  | 1936  | 1946  | 1954  |
| ----- | ----- | ----- | ----- | ----- | ----- | ----- | ----- | ----- |
| 1 060 | 1 045 | 1 030 | 1 013 | 1 005 | 1 023 | 1 021 | 1 130 | 1 081 |

| 1962  | 1968 | 1975 | 1982  | 1990  | 1999  | 2004  | 2006  | 2009  |
| ----- | ---- | ---- | ----- | ----- | ----- | ----- | ----- | ----- |
| 1 028 | 978  | 990  | 1 104 | 1 052 | 1 102 | 1 120 | 1 200 | 1 309 |

| 2014  | 2019  | 2022  | - | - | - | - | - | - |
| ----- | ----- | ----- | - | - | - | - | - | - |
| 1 307 | 1 359 | 1 363 | - | - | - | - | - | - |

## Culture locale et patrimoine

### Lieux et monuments
En 2013, la commune ne compte aucun monument historique. On peut néanmoins signaler :
- Église Saint-Georges.
- La gare de Bréauté - Beuzeville se trouve sur la commune.

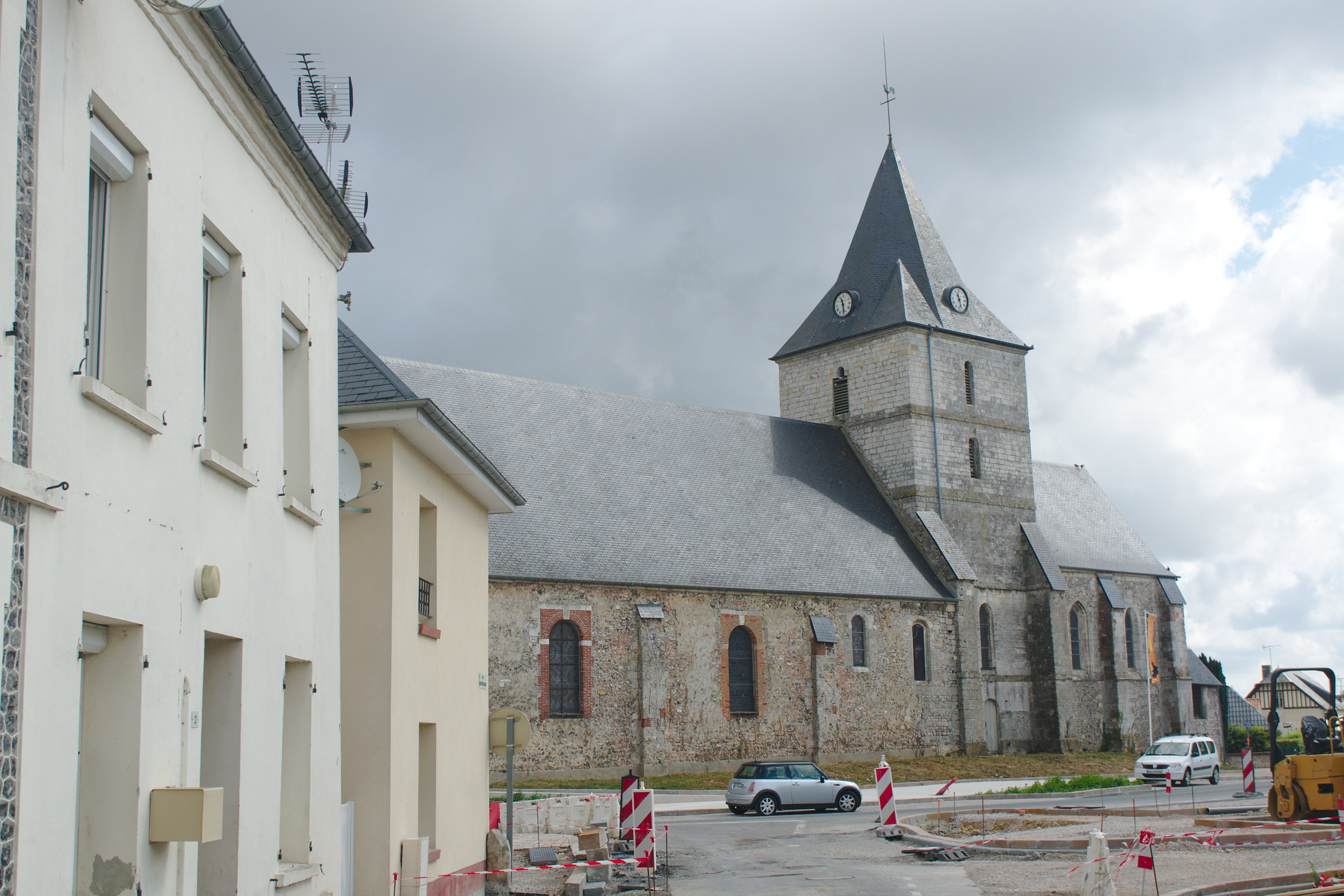
L'église Saint-Georges
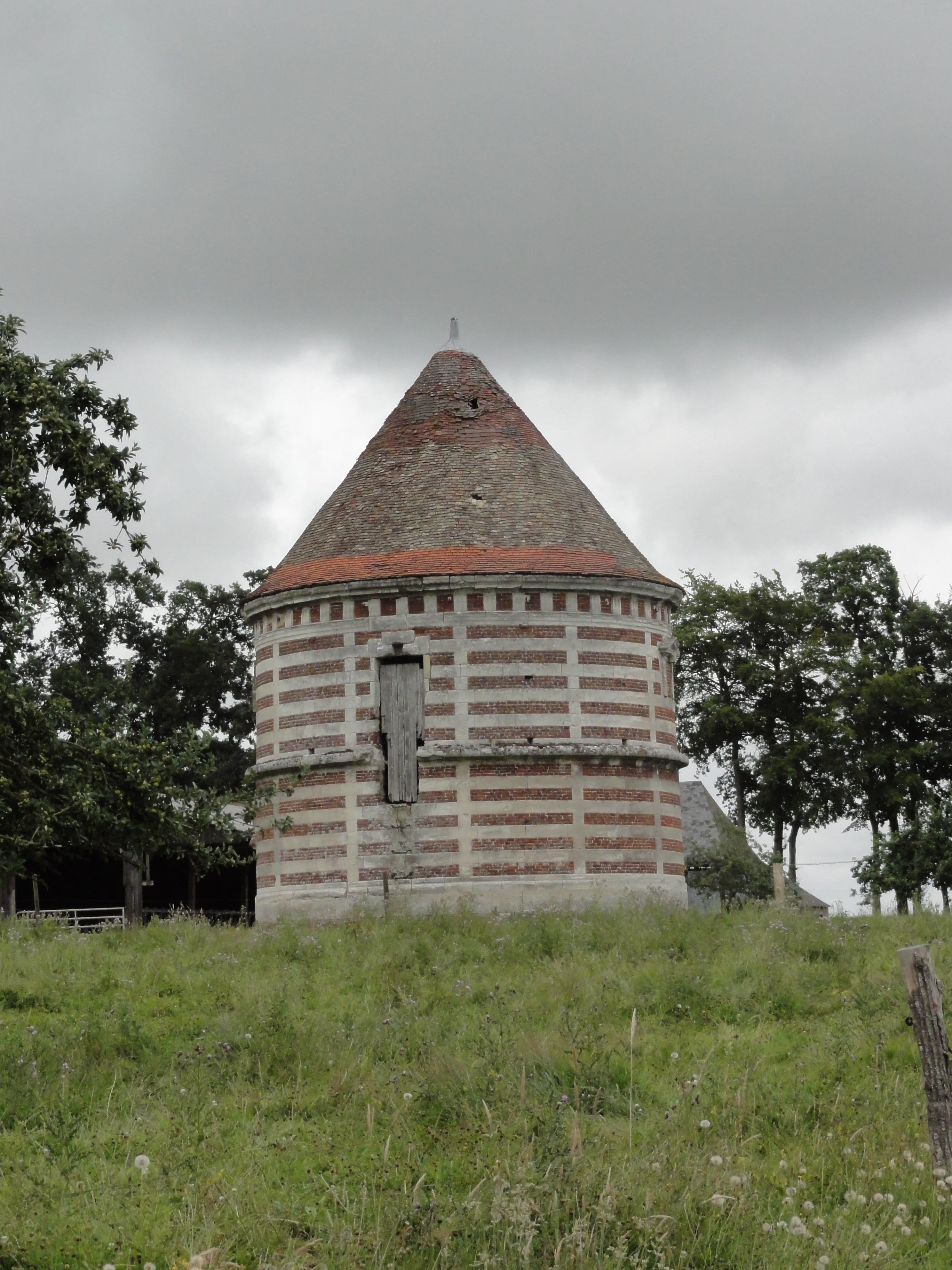
Pigeonnier au Hertelay
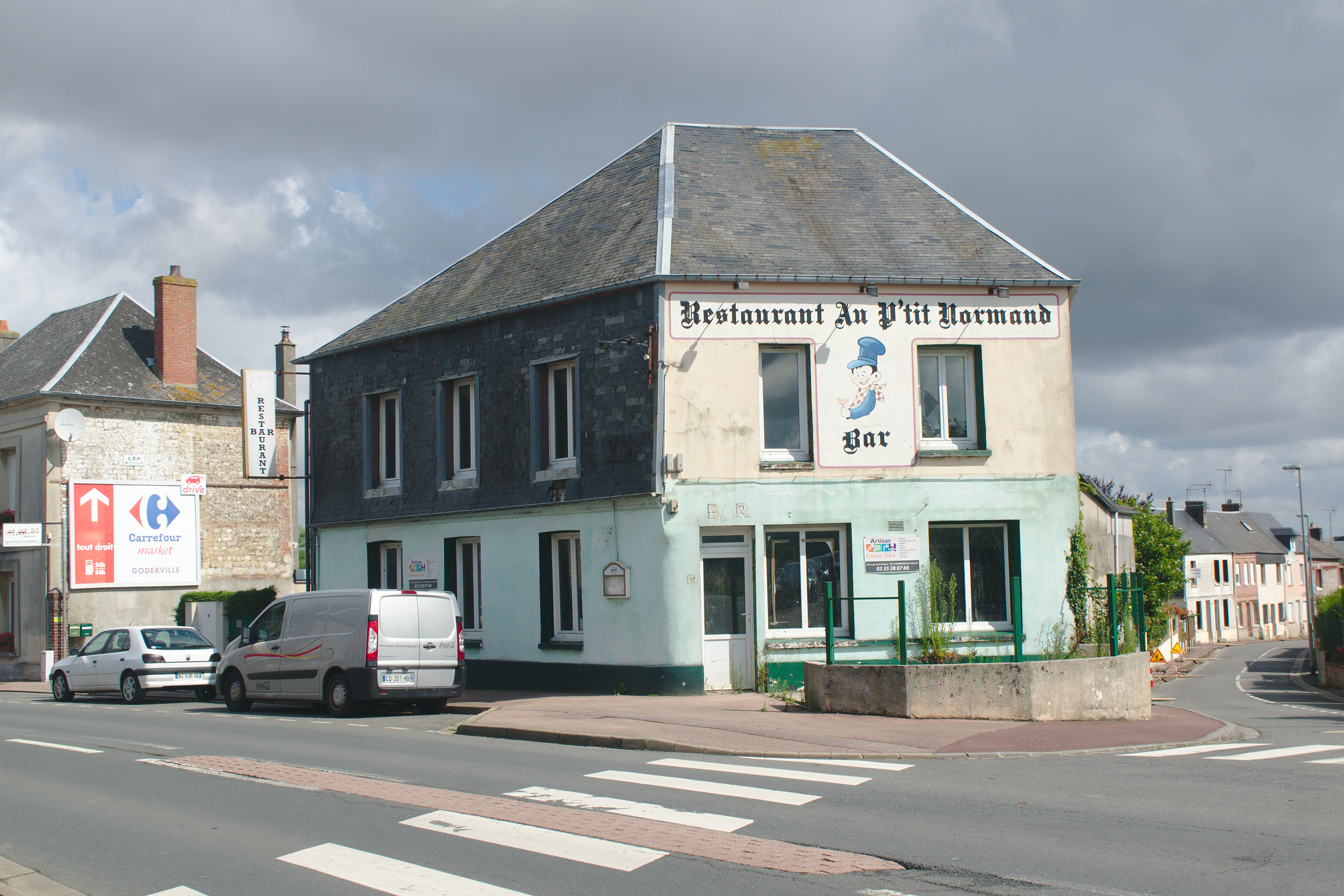
Paysage urbain
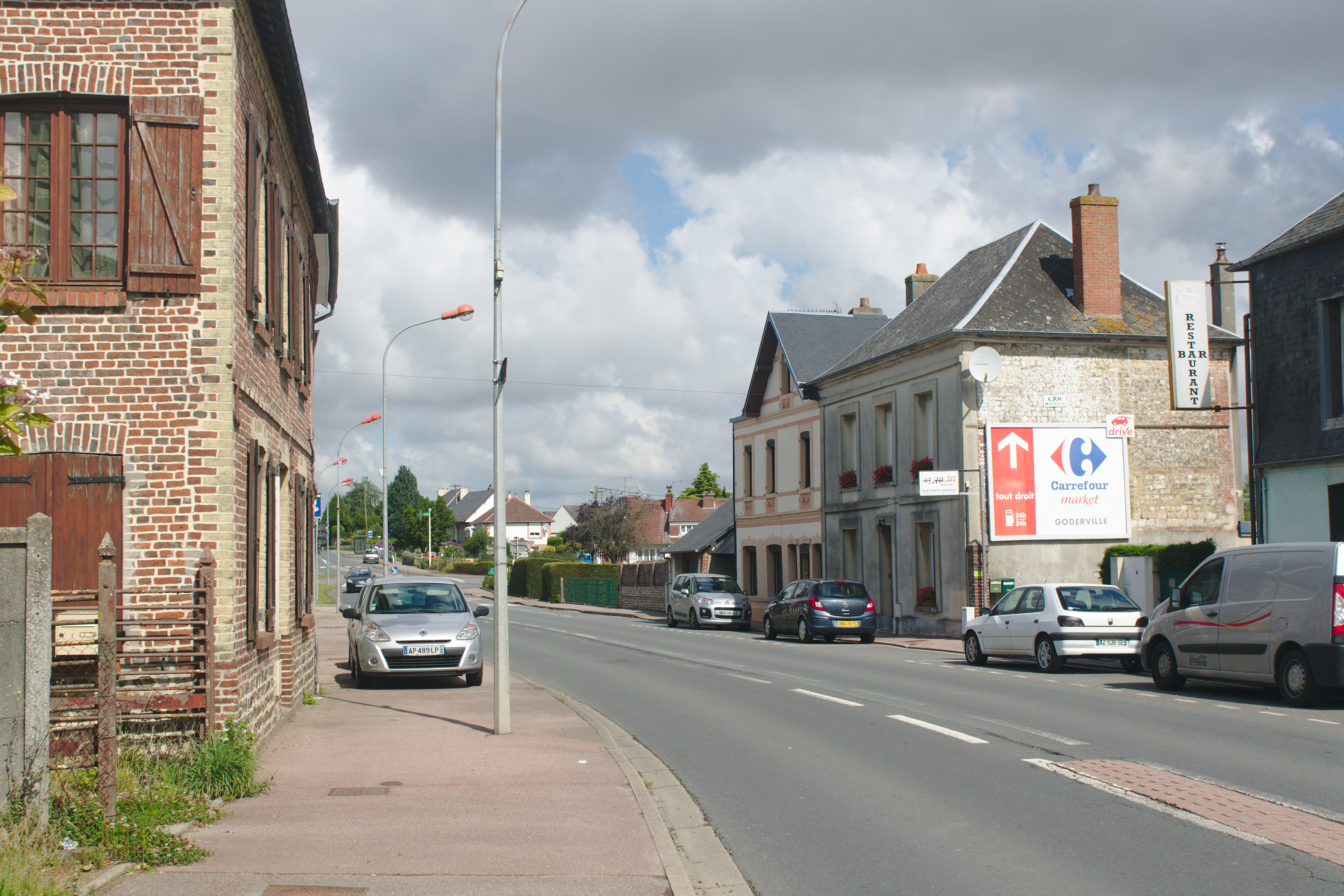

### Personnalités liées à la commune
- Foulques de Bréauté, chevalier anglo-normand mort en 1226

### Héraldique
| Armes de Bréauté | Les armes de la commune de Bréauté se blasonnent ainsi : D'argent à une quintefeuille de gueules. |